# Дискография Tears for Fears
Английская поп-рок группа Tears for Fears выпустила шесть студийных альбомов, а также множество синглов, сборников и видео. Дуэт, созданный в 1981 году Роландом Орзабалом и Куртом Смитом, подписал контракт с Phonogram Records в Великобритании и выпустил свой первый сингл в том же году. Успех к группе пришёл только с третьим синглом, «Mad World» (1982), а их дебютный альбом The Hurting (1983) стал платиновым и возглавил британский чарт.
Их второй альбом Songs from the Big Chair был выпущен в 1985 году и стал международным хитом, благодаря которому группа достигла успеха в США. После третьего платинового студийного альбома The Seeds of Love (1989) Смит покинул группу. Первый сборник группы Tears Roll Down (Greatest Hits 82–92) был выпущен в 1992 году и стал платиновым в Великобритании. Последующие альбомы Tears for Fears Elemental (1993) и Raoul and the Kings of Spain (1995) были фактически сольными альбомами Орзабала. Тем не менее, в 2000 году дуэт воссоединился для записи нового студийного альбома, Everybody Loves a Happy Ending, который был выпущен в 2004 году. Несмотря на регулярные концертные туры группы по всему миру, она долгие годы не выпускала нового материала. В 2014 году специально для Дня музыкального магазина был выпущен виниловый мини-альбом из трёх треков Ready Boy and Girls?, а в 2017 году — первый оригинальный сингл группы за более чем десять лет: «I Love You But I’m Lost». Он вошёл в новый сборник Rule the World — The Greatest Hits, который в шестой раз в истории группы вошёл в Топ-20 Великобритании.

## Альбомы

### Студийные альбомы
| 1983                                                                  | The Hurting Детали - Первый студийный альбом - Релиз: 7 марта - Лейбл: Phonogram Records/Mercury Records                                                                                    | 1  | 15 | —  | 15 | —  | 7  | 30 | 16 | 73 | 16 | —  | —  | Список - : Платиновый - : Золотой - : Платиновый - : Золотой                                              |
| 1985                                                                  | Songs from the Big Chair Детали - Второй студийный альбом - Релиз: 25 февраля - Лейбл: Phonogram Records/Mercury Records                                                                    | 2  | 5  | 22 | 1  | 6  | 1  | 1  | 2  | 1  | 12 | 5  | 25 | Список - : 3x платиновый - : 5x платиновый - : Золотой - : 7x платиновый - : 2× платиновый - : Золотой    |
| 1989                                                                  | The Seeds of Love Детали - Третий студийный альбом - Релиз: 25 сентября - Лейбл: Fontana Records (Phonogram Records/Mercury Records)                                                        | 1  | 18 | 13 | 5  | 5  | 5  | 7  | 4  | 8  | 3  | 8  | 5  | Список - : Платиновый - : Платиновый - : Золотой - : 2× платиновый - : Золотой - : Золотой - : Платиновый |
| 1993                                                                  | Elemental Детали - Четвёртый студийный альбом - Релиз: 7 июня - Лейбл: Phonogram Records/Mercury Records                                                                                    | 5  | 56 | —  | 26 | 10 | 18 | 31 | —  | 45 | 5  | 24 | 26 | Список - : Серебряный - : Золотой - : Золотой - : Золотой                                                 |
| 1995                                                                  | Raoul and the Kings of Spain Детали - Пятый студийный альбом - Релиз: 16 октября - Лейбл: Sony/Epic Records                                                                                 | 41 | —  | —  | 88 | 23 | 62 | 70 | —  | 79 | 5  | 42 | —  | — |
| 2004                                                                  | Everybody Loves a Happy Ending Детали - Шестой студийный альбом - Релиз: 14 сентября 2004 (США) 7 марта 2005 (Великобритания/Европа) - Лейбл: New Door (США) / Gut Records (Великобритания) | 45 | —  | —  | 35 | 68 | —  | 86 | —  | 46 | 28 | 48 | —  | — |
| «—» ставится, если альбом не попал в чарт или не получил сертификацию | |    |    |    |    |    |    |    |    |    |    |    |    | |

### Концертные альбомы
| 2006                                      | Secret World Live in Paris Детали - Первый концертный альбом - Релиз: 27 февраля - Лейбл: XIII Bis Records (Франция) | — | — | 106 |
| «—» ставится, если альбом не попал в чарт | |   |   |     |

### Сборники
| 1992                                                                  | Tears Roll Down (Greatest Hits 82–92) Детали - Первый сборник - Релиз: 2 марта - Лейбл: PolyGram (Phonogram Records/Mercury Records)                | 2  | 34 | 7 | 2 | 19 | 22 | 9 | 53 | 2 | 14 | 41 | Список - : 2x платиновый - : Платиновый - : Золотой - : Золотой - : Платиновый - : Золотой - : Золотой |
| 1996                                                                  | Saturnine Martial & Lunatic Детали - Сборник песен со стороны «Б» и рариретов - Релиз: 3 июня - Лейбл: PolyGram (Phonogram Records/Mercury Records) | —  | —  | — | — | —  | —  | — | —  | — | —  | —  | — |
| 2017                                                                  | Rule the World – The Greatest Hits Детали - Сборник величайших хитов - Релиз: 10 ноября - Лейбл: Virgin EMI Records                                 | 12 | —  | — | — | —  | —  | — | —  | — | —  | —  | Список - : Серебряный                                                                                  |
| «—» ставится, если альбом не попал в чарт или не получил сертификацию | |    |    |   |   |    |    |   |    |   |    |    | |

#### Другие сборники
(Следующие сборники, как правило, были выпущены в отдельных регионах без участия группы и часто бюджетными лейблами)
- 1986: Everybody Wants to Mix the World (сборник ремиксов, выпущенный только в Аргентине)
- 1991: Flip (сборник песен со стороны «Б», выпущенный только в Японии)
- 1991: Collusion (первые три альбома и Flip. Был выпущен только в Японии)
- 2000: The Millennium Collection: The Best of Tears for Fears
- 2001: Classic Tears for Fears
- 2001: The Collection
- 2001: The Working Hour: An Introduction to Tears for Fears
- 2001: Shout: The Very Best of Tears for Fears
- 2003: Tears for Fears: The Ultimate Collection
- 2003: Collection (сертификация в Великобритании: Серебряный)
- 2006: Sowing the Seeds of Love: The Best of Tears for Fears
- 2006: Gold
- 2007: Famous Last Words: The Collection
- 2010: Mad World: The Collection
- 2013: Everybody Wants to Rule the World: The Collection

## Мини-альбомы
| 2014                                      | Ready Boy and Girls? Детали - Релиз: 19 апреля - Лейбл: INgrooves | — | — |
| «—» ставится, если альбом не попал в чарт |                                                                   |   |   |

- ↑  — «Ready Boy and Girls?» был выпущен ограниченным тиражом специально для Дня музыкального магазина в формате трёхдискового 10-дюймового винилового сингла. Он содержит три кавера: «Ready to Start[англ.]» Arcade Fire, «Boy from School[англ.]» Hot Chip и «My Girls[англ.]» Animal Collective.

## Видео и DVD
- 1983: The Videosingles[англ.] («Mad World», «Change», «Pale Shelter»)
- 1984: In My Mind’s Eye[англ.]
- 1985: Scenes from the Big Chair[англ.]
- 1990: Sowing the Seeds[англ.] («Sowing the Seeds of Love», «Woman in Chains», «Tears Roll Down», «Advice for the Young at Heart»)
- 1990: Tears for Fears: Live at Knebworth '90 («Change», «Badman’s Song», «Everybody Wants to Rule the World»)
- 1990: Going to California[англ.]
- 1992: Tears Roll Down (Greatest Hits 82–92)[англ.]
- 2003/5: Tears for Fears — 20th Century / Universal Masters (две небольшие коллекции видео, включающие некоторые материалы после 1992 года, невошедшие в сборник «Tears Roll Down»)
- 2006: Secret World (Live in Paris)[англ.] (CD и DVD)

## Синглы
| Год | Сингл                                                 | Максимальная позиция | Максимальная позиция | Максимальная позиция | Максимальная позиция | Максимальная позиция | Максимальная позиция | Максимальная позиция | Максимальная позиция | Максимальная позиция | Максимальная позиция | Максимальная позиция | Сертификации                                                                        | Альбом                             |
| Год | Сингл                                                 | ВЕЛ                  | АВС                  | БЕЛ                  | ГЕР                  | ИРЯ                  | ИТА                  | КАН                  | НИД                  | НОЗ                  | США                  | ФРА                  | Сертификации                                                                        | Альбом                             |
| --- | ----------------------------------------------------- | -------------------- | -------------------- | -------------------- | -------------------- | -------------------- | -------------------- | -------------------- | -------------------- | -------------------- | -------------------- | -------------------- | ----------------------------------------------------------------------------------- | ---------------------------------- |
| 1981 | «Suffer the Children»                                 | —                    | —                    | —                    | —                    | —                    | —                    | —                    | —                    | —                    | —                    | —                    | —                                                                                   | The Hurting                        |
| 1982 | «Pale Shelter (You Don’t Give Me Love)»[2]            | —                    | —                    | —                    | —                    | —                    | —                    | 15                   | —                    | —                    | —                    | —                    | —                                                                                   | The Hurting                        |
| 1982 | «Mad World»                                           | 3                    | 12                   | —                    | 21                   | 6                    | —                    | —                    | —                    | 25                   | —                    | 73                   | Список - : Серебряный                                                               | The Hurting                        |
| 1983 | «Change»                                              | 4                    | 29                   | 30                   | —                    | 8                    | 27                   | 13                   | 32                   | 36                   | 73                   | —                    | Список - : Серебряный                                                               | The Hurting                        |
| 1983 | «Pale Shelter» (версия 1983)[2]                       | 5                    | —                    | —                    | 25                   | 5                    | —                    | —                    | —                    | —                    | —                    | —                    | —                                                                                   | The Hurting                        |
| 1983 | «The Way You Are»                                     | 24                   | —                    | —                    | —                    | —                    | —                    | —                    | —                    | —                    | —                    | —                    | —                                                                                   | Неальбомный сингл                  |
| 1984 | «Mothers Talk»                                        | 14                   | —                    | —                    | —                    | 23                   | —                    | —                    | —                    | 50                   | —                    | —                    | —                                                                                   | Songs from the Big Chair           |
| 1984 | «Shout»                                               | 4                    | 1                    | 1                    | 1                    | 5                    | 2                    | 1                    | 1                    | 1                    | 1                    | 21                   | Список - : Серебряный - : Золотой - : Золотой (цифровые) - : Платиновый - : Золотой | Songs from the Big Chair           |
| 1985 | «Everybody Wants to Rule the World»                   | 2                    | 2                    | 3                    | 11                   | 2                    | 11                   | 1                    | 2                    | 1                    | 1                    | 18                   | Список - : Серебряный - : Золотой - : Золотой                                       | Songs from the Big Chair           |
| 1985 | «Head over Heels»                                     | 12                   | 21                   | 18                   | 55                   | 5                    | —                    | 8                    | 29                   | 12                   | 3                    | —                    | —                                                                                   | Songs from the Big Chair           |
| 1985 | «Suffer the Children» (переиздание)                   | 52                   | —                    | —                    | —                    | —                    | —                    | —                    | —                    | —                    | —                    | —                    | —                                                                                   | The Hurting                        |
| 1985 | «Pale Shelter (You Don’t Give Me Love)» (переиздание) | 73                   | —                    | —                    | —                    | —                    | —                    | —                    | —                    | —                    | —                    | —                    | —                                                                                   | The Hurting                        |
| 1985 | «I Believe (A Soulful Re-Recording)»                  | 23                   | —                    | —                    | —                    | 10                   | —                    | —                    | —                    | 28                   | —                    | —                    | —                                                                                   | Songs from the Big Chair           |
| 1986 | «Everybody Wants to Run the World»                    | 5                    | —                    | —                    | —                    | 4                    | —                    | —                    | —                    | —                    | —                    | —                    | —                                                                                   | Неальбомный сингл                  |
| 1986 | «Mothers Talk» (US Remix)                             | —                    | —                    | —                    | —                    | —                    | —                    | 87                   | —                    | —                    | 27                   | —                    | —                                                                                   | Songs from the Big Chair           |
| 1989 | «Sowing the Seeds of Love»                            | 5                    | 13                   | 11                   | 11                   | 4                    | 2                    | 1                    | 3                    | 4                    | 2                    | 18                   | —                                                                                   | The Seeds of Love                  |
| 1989 | «Woman in Chains» (совместно с Олетой Адамс)          | 26                   | 39                   | 32                   | 45                   | 21                   | 23                   | 11                   | 16                   | 34                   | 36                   | 20                   | —                                                                                   | The Seeds of Love                  |
| 1990 | «Advice for the Young at Heart»                       | 36                   | —                    | 34                   | 51                   | 15                   | 49                   | 25                   | 22                   | —                    | 89                   | 31                   | —                                                                                   | The Seeds of Love                  |
| 1990 | «Famous Last Words»                                   | 83                   | —                    | —                    | —                    | —                    | —                    | —                    | —                    | —                    | —                    | —                    | —                                                                                   | The Seeds of Love                  |
| 1991 | «Johnny Panic and the Bible of Dreams»[3]             | 70                   | —                    | —                    | —                    | —                    | —                    | —                    | —                    | —                    | —                    | —                    | —                                                                                   | Saturnine Martial & Lunatic        |
| 1992 | «Laid So Low (Tears Roll Down)»[4]                    | 17                   | —                    | 49                   | 40                   | —                    | 8                    | 28                   | 27                   | —                    | —                    | 15                   | —                                                                                   | Greatest Hits 82-92                |
| 1992 | «Woman in Chains» (переиздание)[5]                    | 57                   | —                    | —                    | —                    | —                    | —                    | —                    | —                    | —                    | —                    | —                    | —                                                                                   | Greatest Hits 82-92                |
| 1993 | «Break It Down Again»                                 | 20                   | 82                   | 49                   | 66                   | —                    | 7                    | 4                    | 27                   | —                    | 25                   | 19                   | —                                                                                   | Elemental                          |
| 1993 | «Cold»                                                | 72                   | —                    | —                    | —                    | —                    | —                    | —                    | —                    | —                    | —                    | —                    | —                                                                                   | Elemental                          |
| 1993 | «Goodnight Song»                                      | —                    | —                    | —                    | —                    | —                    | —                    | 44                   | —                    | —                    | 125                  | —                    | —                                                                                   | Elemental                          |
| 1994 | «Elemental»                                           | —                    | —                    | —                    | —                    | —                    | —                    | —                    | —                    | —                    | —                    | —                    | —                                                                                   | Elemental                          |
| 1995 | «Raoul and the Kings of Spain»                        | 31                   | —                    | 39                   | 80                   | —                    | —                    | —                    | —                    | —                    | —                    | —                    | —                                                                                   | Raoul and the Kings of Spain       |
| 1995 | «God’s Mistake»                                       | 61                   | —                    | —                    | —                    | —                    | —                    | 48                   | —                    | —                    | 102                  | —                    | —                                                                                   | Raoul and the Kings of Spain       |
| 1996 | «Secrets»                                             | —                    | —                    | —                    | —                    | —                    | —                    | —                    | —                    | —                    | —                    | —                    | —                                                                                   | Raoul and the Kings of Spain       |
| 1996 | «Falling Down»                                        | —                    | —                    | —                    | —                    | —                    | —                    | —                    | —                    | —                    | —                    | —                    | —                                                                                   | Raoul and the Kings of Spain       |
| 2004 | «Call Me Mellow»[6]                                   | —                    | —                    | —                    | —                    | —                    | —                    | —                    | —                    | —                    | —                    | —                    | —                                                                                   | Everybody Loves a Happy Ending     |
| 2005 | «Closest Thing to Heaven»[7]                          | 40                   | —                    | —                    | —                    | —                    | —                    | —                    | 70                   | —                    | —                    | —                    | —                                                                                   | Everybody Loves a Happy Ending     |
| 2005 | «Everybody Loves a Happy Ending/ Call Me Mellow»      | 102                  | —                    | —                    | —                    | —                    | 37                   | —                    | —                    | —                    | —                    | —                    | —                                                                                   | Everybody Loves a Happy Ending     |
| 2006 | «Secret World»[8]                                     | —                    | —                    | —                    | —                    | —                    | —                    | —                    | —                    | —                    | —                    | —                    | —                                                                                   | Everybody Loves a Happy Ending     |
| 2017 | «I Love You But I’m Lost»                             | —                    | —                    | —                    | —                    | —                    | —                    | —                    | —                    | —                    | —                    | —                    | —                                                                                   | Rule the World — The Greatest Hits |
| «—» ставится, если сингл не попал в чарт, не получил сертификацию или не выпускался на территории страны |                                                       |                      |                      |                      |                      |                      |                      |                      |                      |                      |                      |                      |                                                                                     |                                    |

- ↑  — Версия «Pale Shelter (You Don’t Give Me Love)» 1982 года, спродюсированная Майком Хоулеттом, была выпущена как сингл в Канаде в 1983 году и достигла 15 строчки в чарте. В других странах вышла «версия 1983» «Pale Shelter», которая была полностью новой записью, спродюсированной Крисом Хьюзом и Россом Каллумом.
- ↑  — Хотя «Johnny Panic and the Bible of Dreams» формально не издавалась от имени Tears for Fears, изначально она была стороной «Б» «Advice for the Young at Heart». Позже группой Fluke был создан ремикс, который был выпущен как сингл в Великобритании студией звукозаписи Tears for Fears от имени Johnny Panic and the Bible of Dreams. Сингл достиг #1 в UK Dance Chart.
- ↑  — «Laid So Low» достиг #10 в чарте US Billboard Modern Rock Tracks.
- ↑  — Это переиздание 1992 года было выпущено от имени Tears for Fears совместно с Олетой Адамс.
- ↑  — «Call Me Mellow» достиг #28 в чарте US Billboard Adult Top 40.
- ↑  — «Closest Thing to Heaven» достиг #8 в UK Independent Singles Chart
- ↑  — «Secret World» был выпущен как промосингл только во Франции.